# Marianne Sin-Pfältzer
Marianne Sin-Pfältzer (Hanau, 12 aprile 1926 – Nuoro, 27 agosto 2015) è stata una fotografa tedesca.

## Biografia
Nata in Germania da una famiglia di origini olandesi, il padre era medico e la madre fotografa, nel dicembre 1950 si trasferì in Sardegna, a La Maddalena, per lavorare come istitutrice nella famiglia di un ufficiale della Marina. Con una piccola fotocamera Agfa Isolette regalatale dalla madre, scattò le sue prime foto tra le quali alcuni ritratti di Clelia Garibaldi, figlia dell'eroe.
Al rientro in Germania, studiò fotografia a Monaco,  perfezionandosi poi a Marsiglia e Parigi.
Nel 1955 ritornò in Sardegna con una Rollei 6X6 per dedicarsi al reportage e, dopo un viaggio avventuroso, in Barbagia incontrò l'editore Guido Fossataro di Cagliari che la coinvolse nel progetto del libro di Marcello Serra Sardegna, quasi un continente, del 1958 (ristampato nel 1960 e rieditato nel 1970) ricco di fotografie tra cui le immagini a colori di Mario De Biasi.
Le sue foto trovarono poi un mercato in Germania dove, nel 1961, sposò un coreano e, nonostante il matrimonio sia stato di breve durata, conservò il cognome Sin accanto a quello paterno.
Negli anni seguenti realizzò reportage in varie parti del mondo, dagli Stati Uniti all'Unione Sovietica, dall'Africa all'Asia, ma rientrando spesso in Sardegna, terra alla quale si sentiva particolarmente legata per l'armonia dei luoghi e per le importanti amicizie coltivate.
Negli ultimi anni, senza più la sua attrezzatura Hasselblad che le era stata rubata, si occupò di artigianato artistico e si ritirò a Nuoro dove l'editore  Ilisso nel 2012 ha pubblicato una monografia (rieditata in tedesco nel 2014) con 300 fotografie scelte tra i tredicimila negativi del suo archivio personale.
Investita da un'auto il 10 agosto 2015,  il 27 dello stesso mese è deceduta all'ospedale di Nuoro, all'età di 89 anni.